# Luciano Vicentín
Luciano Vicentín (Paraná, 4 de abril de 2000) es un jugador de voleibol argentino. Forma parte de la selección de Argentina y a nivel de clubes juega en el Ziraat Bankası S.K. de Turquía.

## Trayectoria
Vicentín practicó fútbol y voleibol desde muy joven en el club Argentinos Juniors de Paraná, hasta que a los 16 años decidió abandonar el primer deporte para dedicarse de lleno al segundo. Tuvo un paso por la sección juvenil de Estudiantes de Paraná, siendo reclutado en 2017 por Paracao Voley, club con el que haría su debut en la segunda división del voleibol profesional argentino. 
En 2018 fue fichado por River Plate, jugando las siguientes dos temporadas en la Liga de Voleibol Argentina.
Vicentín dejó su país para jugar por primera vez en Europa en julio de 2020, siendo contratado por el BBTS Bielsko-Biała de la segunda división polaca. En la temporada siguiente desembarcó en la 1.Deutsche Volleyball-Bundesliga de Alemania, habiendo sido fichado por el VfB Friedrichshafen. Permaneció allí dos años, siendo parte del plantel que conquistó la DVV-Pokal en 2022 y del que terminó como subcampeón del torneo local. 
En agosto de 2023 se incorporó al Ziraat Bankası S.K., equipo de la máxima categoría del voleibol de Turquía.

## Selección nacional
Vicentín jugó el Campeonato Mundial de Voleibol Masculino Sub-19 de 2017 y el Campeonato Mundial de Voleibol Masculino Sub-21 de 2019, ambos desarrollados en Bahréin. También fue parte del equipo sub-23 que consiguió la medalla de oro en los Juegos Suramericanos de 2018.
Con la selección mayor ha jugado en la Copa Mundial de Voleibol Masculino de 2019 y en el Campeonato Mundial de Voleibol Masculino de 2022, como también en dos ediciones de la Liga de Naciones de Voleibol Masculino (2022 y 2023) y dos del Campeonato Sudamericano de Voleibol Masculino (2019 y 2023).

## Palmarés

### Clubes
- Campeonatos nacionales
  - 2021/2022 Copa de Alemania, con VfB Friedrichshafen